# Scott May
Scott Glenn May (Sandusky (Ohio), 19 de março de 1954) é um ex-basquetebolista estadunidense que conquistou a Medalha de ouro disputada nos XXI Jogos Olímpicos de Verão realizados em 1976 na cidade de Montreal, Canadá.